# Miasta w Słowenii
W Słowenii, miastem (słoweń. mesto) jest miejscowość, która przez swoją wielkość, strukturę gospodarczą, gęstość zaludnienia i historyczny rozwój różni się od innych miejscowości.
Musi spełniać kryteria:
- posiada ponad 3000 mieszkańców;
- posiada status miasta zgodnie z decyzją Zgromadzenia Narodowego (z wyjątkiem miejscowości, które już otrzymały status miasta zgodnie z przepisami obowiązującymi w chwili wystawienia – wtedy Zgromadzenie Narodowe jedynie stwierdza, że mają już status miasta).

Według danych oficjalnych pochodzących z 2011 roku Słowenia posiadała ponad 40 miast. Stolica kraju Lublana jako jedyne miasto liczyło ponad 100 tys.; 1 miasto z ludnością 50-100 tys.; 3 miasta z ludnością 25-50 tys., 11 miast z ludnością 10-25 tys. oraz reszta miast poniżej 10 tys. mieszkańców.

## Największe miasta w Słowenii
Największe miasta w Słowenii według liczebności mieszkańców (stan na 2020 r.):
| L.p. | Miasto              | Gmina                    | Liczba ludności |
| ---- | ------------------- | ------------------------ | --------------- |
| 1.   | Lublana (Ljubljana) | Gmina miejska Lublana    | 286 745         |
| 2.   | Maribor             | Gmina miejska Maribor    | 96 211          |
| 3.   | Kranj               | Gmina miejska Kranj      | 37 941          |
| 4.   | Celje               | Gmina miejska Celje      | 37 872          |
| 5.   | Koper               | Gmina miejska Koper      | 25 753          |
| 6.   | Velenje             | Gmina miejska Velenje    | 25 594          |
| 7.   | Novo mesto          | Gmina miejska Novo mesto | 24 183          |
| 8.   | Ptuj                | Gmina miejska Ptuj       | 17 959          |

## Alfabetyczna lista miast w Słowenii
| Miasto                      | Ludność (2002) | Gmina                        | Status miasta      | Uwagi |
| --------------------------- | -------------- | ---------------------------- | ------------------ | --- |
| Ajdovščina                  | 6373           | Gmina Ajdovščina             | 1955               | Status miejscowości targowej w 1507                                                                                                |
| Bled                        | 5252           | Gmina Bled                   | 1960               | Pierwsza pisemna wzmianka o miejscowości pochodzi z roku 1004                                                                      |
| Bovec                       | 1612           | Gmina Bovec                  | 1951               | |
| Brežice                     | 6856           | Gmina Brežice                | 1322               | Pierwsza pisemna wzmianka o miejscowości pochodzi z roku 1241. Status miejscowości targowej na początku XIV w.                     |
| Celje                       | 37834          | Gmina miejska Celje          | 11 kwietnia 1451   | |
| Cerknica                    | 3532           | Gmina Cerknica               | 22 grudnia 2005    | |
| Črnomelj                    | 5854           | Gmina Črnomelj               | 1407               | |
| Domžale                     | 11582          | Gmina Domžale                | 1951               | |
| Dravograd                   | 3414           | Gmina Dravograd              | 22 grudnia 2005    | |
| Gornja Radgona              | 3529           | Gmina Gornja Radgona         | 1952               | część Słowenii, poza 1299 |
| Gornji Grad                 | 922            | Gmina Gornji Grad            | 1929               | |
| Grosuplje                   | 7625           | Gmina Grosuplje              | 22 grudnia 2005    | |
| Hrastnik                    | 6673           | Gmina Hrastnik               |                    | |
| Idrija                      | 5878           | Gmina Idrija                 | początek XVIII w.  | |
| Ilirska Bistrica            | 4869           | Gmina Ilirska Bistrica       | 1933               | |
| Izola                       | 10381          | Gmina Izola                  | 1253               | |
| Jesenice                    | 13429          | Gmina Jesenice               | 1929               | |
| Kamnik                      | 12197          | Gmina Kamnik                 | przed 1229         | |
| Kobarid                     | 1238           | Gmina Kobarid                |                    | |
| Kočevje                     | 9027           | Gmina Kočevje                | 19 kwietnia 1471   | |
| Koper                       | 23726          | Gmina miejska Koper          | przed 1230         | |
| Kostanjevica na Krki        | 751            | Gmina Kostanjevica na Krki   | około 1215         | Monety z napisem CIVITAS CANDESTRO, pierwsza wzmianka o mieście 1252                                                               |
| Kranj                       | 35587          | Gmina miejska Kranj          | 1256               | |
| Krško                       | 6994           | Gmina Krško                  | 5 marca 1477       | Pierwsza pisemna wzmianka o miejscowości pochodzi z roku 895                                                                       |
| Laško                       | 4619           | Gmina Laško                  | 1927               | |
| Lenart v Slovenskih goricah | 2592           | Gmina Lenart                 | 29 listopada 1989  | Pierwsza pisemna wzmianka o miejscowości pochodzi z roku 1196. Status miejscowości targowej przed 1332.                            |
| Lendava                     | 3395           | Gmina Lendava                | 1867               | |
| Litija                      | 6420           | Gmina Litija                 | 1952               | |
| Lublana                     | 258873         | Gmina miejska Lublana        | pomiędzy 1220–1243 | |
| Ljutomer                    | 3413           | Gmina Ljutomer               | 1927               | |
| Logatec                     | 7616           | Gmina Logatec                | 22 grudnia 2005    | |
| Maribor                     | 151349         | Gmina miejska Maribor        | XIII w.            | |
| Medvode                     | 4655           | Gmina Medvode                | 22 grudnia 2005    | |
| Mengeš                      | 5557           | Gmina Mengeš                 | 22 grudnia 2005    | |
| Metlika                     | 3225           | Gmina Metlika                | przed 1335         | |
| Mežica                      | 3487           | Gmina Mežica                 | 22 grudnia 2005    | |
| Murska Sobota               | 12437          | Gmina miejska Murska Sobota  | 1366               | Pierwsza wzmianka o mieście |
| Nova Gorica                 | 13491          | Gmina miejska Nova Gorica    | 1948               | 1455 włoska Gorica |
| Novo mesto                  | 22415          | Gmina miejska Novo mesto     | 7 kwietnia 1365    | |
| Ormož                       | 2151           | Gmina Ormož                  | 1331               | |
| Piran                       | 4143           | Gmina Piran                  |                    | |
| Postojna                    | 8548           | Gmina Postojna               | 3 maja 1909        | |
| Prevalje                    | 4504           | Gmina Prevalje               | 22 grudnia 2005    | |
| Ptuj                        | 23957          | Gmina miejska Ptuj           | 1376               | Pierwsza wzmianka o miejscowości pochodzi z późnej epoki kamienia. Status miejscowości targowej od 69 roku n.e.                    |
| Radeče                      | 2296           | Gmina Radeče                 | 25 sierpnia 1925   | |
| Radovljica                  | 5937           | Gmina Radovljica             | 1473               | |
| Ravne na Koroškem           | 8507           | Gmina Ravne na Koroškem      | 1952               | |
| Ribnica                     | 3480           | Gmina Ribnica                | 22 grudnia 2005    | |
| Rogaška Slatina             | 4801           | Gmina Rogaška Slatina        | 22 grudnia 2005    | |
| Ruše                        | 4571           | Gmina Ruše                   | 22 grudnia 2005    | |
| Sevnica                     | 4933           | Gmina Sevnica                | 1959               | Status miejscowości targowej w roku 1322.                                                                                          |
| Sežana                      | 5332           | Gmina Sežana                 | 1952               | Pierwsza pisemna wzmianka o miejscowości pochodzi z roku 1060.                                                                     |
| Slovenj Gradec              | 7712           | Gmina miejska Slovenj Gradec | 22 maja 1267       | |
| Slovenska Bistrica          | 6591           | Gmina Slovenska Bistrica     | 1313               | |
| Slovenske Konjice           | 4866           | Gmina Slovenske Konjice      | 1964               | Pierwsza pisemna wzmianka o miejscowości pochodzi z roku 1146. Status miejscowości targowej w roku 1251.                           |
| Šempeter pri Gorici         | 3865           | Gmina Šempeter-Vrtojba       | 22 grudnia 2005    | |
| Šentjur                     | 4723           | Gmina Šentjur                | 22 grudnia 2005    | |
| Škofja Loka                 | 12289          | Gmina Škofja Loka            | 1274               | |
| Šoštanj                     | 2793           | Gmina Šoštanj                | 1911               | |
| Tolmin                      | 3737           | Gmina Tolmin                 | 1952               | |
| Trbovlje                    | 17485          | Gmina Trbovlje               | 1952               | |
| Trebnje                     | 3150           | Gmina Trebnje                | 22 grudnia 2005    | |
| Tržič                       | 3920           | Gmina Tržič                  |                    | |
| Turnišče                    | 1555           | Gmina Turnišče               | 1548               | |
| Velenje                     | 26742          | Gmina miejska Velenje        | 20 września 1959   | |
| Vipava                      | 1566           | Gmina Vipava                 | 1478               | |
| Vipavski Križ               | 181            | Gmina Ajdovščina             | 14 września 1532   | Dawniej Sveti Križ. Pierwsza pisemna wzmianka o miejscowości pochodzi z roku około 1200. Status miejscowości targowej w roku 1507. |
| Višnja Gora                 | 813            | Gmina Ivančna Gorica         | 1478               | |
| Vrhnika                     | 7520           | Gmina Vrhnika                | 1955               | |
| Zagorje ob Savi             | 6893           | Gmina Zagorje ob Savi        |                    | |
| Žalec                       | 4919           | Gmina Žalec                  | 1964               | |
| Železniki                   | 3156           | Gmina Železniki              | 22 grudnia 2005    | |
| Žiri                        | 3593           | Gmina Žiri                   | 22 grudnia 2005    | |